# Промокод
Промоко́д (от англ. promo code) — состоящая из букв и/или цифр совокупность символов, дающая право на приобретение товара или услуги на специальных условиях. Промокоды являются одним из инструментов стимулирования продаж. Промокоды используются ритейлерами для привлечения новых клиентов, активизации существующих клиентов, увеличения среднего чека, а также для отслеживания эффективности рекламных кампаний.
В русском языке устоялось слитное написание термина. Синонимами являются выражения «код акции», «код купона», «секретное (кодовое) слово».

## Сфера применения
Промокоды применяются в интернет-магазинах, мобильных приложениях, а также в традиционной торговле.

## Специальные условия по промокодам
К наиболее популярным бонусам, которые предоставляются клиенту с промокодом, относятся:
- скидка на покупку в процентах;
- скидка на покупку в денежном эквиваленте;
- бесплатный дополнительный товар или услуга к заказу;
- бесплатная доставка (при онлайн-покупках).
- бесплатный период действия подписки на услугу.

## Виды промокодов
Одноразовый промокод — индивидуальный набор символов, который может использовать только один клиент;
Многоразовый промокод — код, которым можно воспользоваться ограниченное или неограниченное количество раз.

## Агрегаторы промокодов
Агрегатор промокодов — сайт, собирающий данные о скидках с десятков интернет-магазинов.